# The Weeknd
Ејбел Маконен Тесфаје (енгл. Abel Makkonen Tesfaye; Торонто, 16. фебруар 1990), познатији као The Weeknd (транскр.  Викенд), канадски је певач, текстописац и музички продуцент.
Тесфаје је анонимно на Јутјубу објавио неколико песама под именом "The Weeknd" 2010. године, а такође је објавио и критички прихваћене микстејпе House of Balloons, Thursday и Echoes of Silence 2013. године. Микстејпи су касније поново снимљени и објављени на албуму компилација назван Trilogy (2012), након што је потписао уговор са издавачком кућом Репаблик рекордс и направио своју издавачку ознаку "XO".
Тесфаје је имао три број један албума на америчкој листи најпродаванијих музичких албума Билборд 200 (Beauty Behind the Madness 2015. године, Starboy 2016. године и My Dear Melancholy 2018. године), као албум који је достигао друго место на истој листи (Kiss Land 2013. године). Има осам песама које су достигле у првих десет места на Билборд хот 100 листи: Love Me Harder са Аријаном Гранде; Earned It; I Feel It Coming; Pray for Me са Кендриком Ламаром; Call Out My Name; и синглове који су достигли број један: The Hills, Can't Feel My Face, и Starboy. Тесфаје је 2015. године постао први уметник који је узастопно држао прва три места на Билбордовој листи најбољих ритам и блуз песама са песмама Can't Feel My Face, Earned It и The Hills. Тесфаје је освојио три Гремија и девет Џуно награда.

## Младост
Ејбел Маконен Тесфаје је рођен 16. фебруара 1990. у Торонту, Онтарио, од етиопских имиграната Маконена Тесфајеа и Самравит Хаилу. Он је једино дете. Његова бака и мајка у округу Скарборо, након што су се његови родитељи раздвојили. Док је живео са својом баком, научио је амхарски, који је говорио и са својом мајком. Присуствовао је службама у Етиопској православној цркви Тевахедо. О свом оцу је рекао:
| „ | Виђао сам га понекад када сам имао шест година, а онда поново када сам имао 11 или 12 година, а тада је имао нову породицу и децу. Не знам чак ни где је живео – видео бих га, као, на једну ноћ. Сигуран сам да је сјајан човек. Никада га нисам осуђивао. Није био увредљив, није био алкохоличар, није био сероња. Једноставно само није био ту. | ” |

Тесфаје је своје тинејџерске године описао као филм Деца без АИДС-а. Изјавио је да је почео да пуши марихуану са једанаест година, а касније је користио екстази, оксикодон, ксанакс, кокаин, псилоцибин и кетамин. Рекао је да је често крао у продавници да би тако финансирао своју употребу наркотика. Похађао је Вест Хил Колеџ и Бирчмаунт Парк Колеџ. Године 2007. напустио је школу и преселио се у Паркдејл у Торонту.

## Каријера

### 2009—2011: Рани почеци
У августу 2009. Тесфаје је почео анонимно да објављује музику на Јутјубу. Следеће године упознао је Џеремија Роуза, продуцента који је имао идеју за мрачни савремени Р&Б музички пројекат. Након што је првобитно покушао да представи идеју музичару Кертису Сантјагу, Роуз је одсвирао један од својих инструментала за Тесфајеа, који је реповао слободним стилом преко тога, иако Тесфајев рани рад не садржи много репа. То је довело до тога да њих двоје сарађују на албуму.
Роуз је био продуцент за три песме – "What You Need", "Loft Music", и "The Morning" – и друге на којима је Тесфаје певао, које су на крају укинуте. Роуз је дозволио Тесфају да задржи песме које је произвео под условом да Роуз буде заслужан за њих. У децембру 2010. Тесфаје је на Јутјубу поставио ове три песме под корисничким именом „xoxxxoooxo“. Песме су привукле пажњу на интернету, а касније су укључене у блог пост репера Дрејка. Песме су касније биле покривене од стране различитих медија, укључујући Пичфорк и Њујорк Тајмс.
Пре него што је усвојио уметничко име The Weeknd, Тесфаје је објавио музику под два псеудонима; the Noise и Kin Kane. Његово садашње уметничко име изабрано је у част када је, заједно са својом најбољим пријатељем и сада креативним директором Ла Мар Тејлором, напустио средњу школу са седамнаест година, узео свој душек и „један викенд отишао и никада се није вратио кући“. Међутим, Роуз тврди да је име била његова идеја. Слово "е" је искључено да би се избегли проблеми с ауторским правима канадског поп-рок бенда the Weekend. На почетку своје каријере, Тесфаје је радио у компанији Амеркан Апарел. Због његове анонимности, његови сарадници су слушали његову музику, а нису ни знали да је то он.
Тесфаје је 2011. године упознао музичке руководиоце Васима „Сала“ Слејбија и Амира „Кеша“ Есмаилијана, са којима је, заједно са Тејлором, основао издавачку кућу ХО. Дана 21. марта, Тесфаје је објавио свој деби микстејп House of Balloons. Микстејп је укључивао продукцију продуцената Иланџела и Док Мекинија, а укључивао је и песме које је продуцирао Роуз, иако он није добио продуцентске кредите. Микстејп је добио похвале од критичара. Именован је као један од десет номинованих у ужем избору за Поларис музичку награду 2011. Дана 18. августа, Тесфаје је објавио свој други микстејп, Thursday, који је добио углавном позитивне критике. Његов трећи миксејп, Echoes of Silence, објављен је 21. децембра. Наишао је на похвале критике и био је номинован на дугој листи за Поларис музичку награду 2012.
У јулу 2011, Тесфаје је кренуо на турнеју по Торонту и одржао свој први наступ уживо у Мод Клуб Театру. Након наступа, Дрејк се састао са Тесфајеом како би разговарали о сарадњи, што је довело до тога да Тесфаје буде уводничар за неке од Дрејкових концерата и наступ на његовом OVO фестивалу. Такође је учествовао на концертима које је организовало Удружење црних студената на Универзитету у Торонту. Тесфаје је учествовао у четири песме на Дрејковом другом студијском албуму Take Care, који је објављен 15. новембра, као текстописац, продуцент и извођач на седмом синглу албума "Crew Love“.

### 2012—2014:TrilogyиKiss Land
У априлу 2012, Тесфаје је започео своју прву међународну турнеју, која је укључивала наступе на Коачели, распродате наступе у Бајери Балрум у Њујорку, које су позитивно оценили Ролинг Стоун, и различити европски фестивали, укључујући Примавера Саунд у Шпанији и Португалу, и Вајрлес Фестивал у Уједињеном Краљевству. У септембру, Тесфаје је потписао уговор са Републик Рекордс, а ХО је претпостављен као издавачка кућа.
Тесфаје је 13. новембра 2012. објавио Trilogy, компилацијски албум који се састоји од ремиксованих и ремастерованих верзија његових миксејпова из 2011. и три додатне песме. Албум је званично навео Роузa као продуцента и писца за три песме из House of Balloons за које у почетку није добио признање. Trilogy је дебитовао на броју четири на америчком Билборду 200 са продајом од 86.000 примерака прве недеље. Такође је дебитовао на петом месту канадске листе албума, са сличном продајом. Албум је касније добио платинасти сертификат од стране Асоцијације издавачке индустрије Америке (RIAA) и двоструко платинасти од Мјузик Канада. То је такође донело Тесфајеу номинацију за награду Би-Би-Си-ја за Саунд оф 2013.
Тесфаје је 17. маја 2013. објавио насловну нумеру за свој деби студијски албум Kiss Land, и најавио датум изласка албума 10. септембра. По објављивању, албум је дебитовао на другом месту на америчком Билборду 200, продавши се у 96.000 примерака, и добио је генерално позитивне критике музичких критичара. Албум је касније подржан сингловима "Belong to the World", "Love in the Sky" и "Live For" са Дрејком. Тесфаје је кренуо на јесењу турнеју од 6. септембра до 25. новембра. Од августа 2015, албум је продат у 273.000 примерака у Сједињеним Државама. 10. августа 2020, скоро седам година након објављивања, Kiss Land је достигао прво место на iTunes R&B листи.
У новембру 2013, Тесфаје је отворио за Џастина Тимберлејка на светској турнеји The 20/20 Experience World Tour. Затим је допринео саундтреку за The Hunger Games: Catching Fire (2013), са песмама "Devil May Cry" и "Elastic Heart"“ са Сијом и Диплом, ова последња је послужила као други сингл са саундтрека.
У фебруару 2014. Тесфаје је ремиксовао Бијонсин сингл „Drunk in Love"  са њеног истоименог студијског албума. Задржавши тему и концепт песме, детаљно је описао синопсис кроз перспективу мушкарца. Тесфаје је 25. августа сарађивао с Аријаном Гранде на песми „Love Me Harder" са њеног другог студијског албума My Everything. Песма је затим објављена 30. септембра као четврти сингл са албума, а достигла је седмо место на Билбоард Хот 100.
Тесфајеова прва турнеја, King of the Fall Tour, одржана је широм Сједињених Држава у септембру и октобру 2014. године, а подржали су га Скулбој Кју и Џене Аико. Турнеју је пратило објављивање песама "Often" и "King of the Fall", што је довело до спекулација да је прва била главни сингл са његовог другог студијског албума, Beauty Behind the Madness (2015). Тесфаје је 23. децембра објавио песму "Earned It" из саундтрека за Педесет нијанси сиве (2015). Сингл, који је достигао треће место на Билборд Хот 100, донео је Тесфајеу његову прву номинацију за Оскара за најбољу оригиналну песму. Песма је освојила најбољу Р&Б изведбу и номинована је за најбољу Р&Б песму и најбољу песму написану за визуелне медије на 58. Годишњој додели Греми награда.

### 2015—2017:Beauty Behind the MadnessиStarboy
Дана 27. маја 2015, Тесфаје је објавио други сингл Beauty Behind the Madness, "The Hills". Сингл је дебитовао на двадесетом месту Билборд Хот 100, и достигао врхунац на првом месту, поставши први Тесфајев сингл број један. У јуну 2019. године, "The Hills" је добио дијамантски сертификат RIAA, што га чини првом Тесфајевом плочом са тим сертификатом.
У јуну 2015, након што је освојио награду Сентрик на додели БЕТ награда, Тесфаје је извео "Earned It“ са Алишом Киз. 8. јуна објавио је песму "Can't Feel My Face" као трећи сингл албума. Песма је претходно процурила у мају, али је објављена као сингл након наступа Тесфајеа на Apple Worldwide Developers Conference. Сингл је дебитовао на двадесет и четвртом месту на Биллборд Хот 100и достигао врхунац на првом месту, што га чини трећим Тесфајевим хитом у топ 10 и његовом другом песмом број један у Сједињеним Државама. Песма је номинована за снимак године и најбољу соло поп извођење на 58. додели Греми награда. Заузео је сва три места на Билбордовој листи Хот Р&Б/Хип-Хоп истовремено са горе поменутим сингловима, поставши први уметник у историји коме је то успело. Такође је представљен као једно од музичких лица стриминг сервиса Apple Music, поред Дрејка.
Током доделе МТВ видео музичких награда 2015, Apple је дебитовао са промотивном рекламом из два дела са Тесфајеом, у којој је гостовао Џон Траволта. У јулу, Тесфаје је предводио инаугурални ФВДЕД у Парк фестивалу у Сарију, Британска Колумбија. Тесфаје је 29. јуна представљен на другом студијском албуму Мик Мила Dreams Worth More Than Money (2015), на нумери "Pullin' Up".
Beauty Behind the Madness, Тесфајеов други студијски албум, објављен је 28. августа 2015. и дебитовао је на врху америчке Билборд 200, зарадивши 412.000 јединица еквивалентних албуму у првој недељи. Доспео је до првих 10 у преко десет земаља и достигао број један у Канади, Аустралији, Норвешкој и Уједињеном Краљевству. Албум је промовисао Тесфаје, предводећи разне летње музичке фестивале, укључујући Lollapalooza, the Hard Summer Music Festival, и the Bumbershoot. Најавио је турнеју под именом The Madness Fall Tour, своју прву велику турнеју широм Сједињених Држава, која је почела у новембру, а завршила се у децембру.
Албум је добио двоструко платинасти сертификат у САД и продат је у 1,5 милиона примерака широм света. Био је то албум са највише стриминга у 2015, са преко 60 милиона стримова, и био је рангиран на више листа албума године. Три сингла која су претходила албуму била су платинаста у Сједињеним Државама. Албум је освојио најбољи урбани савремени албум и номинован је за албум године на 58. годишњој додели Греми награда.
Дана 4. септембра 2015, Тесфаје је била представљена на деби албуму Трависа Скота Rodeo, на нумери „Pray 4 Love“. 10. октобра, Тесфаје се појавио у емисији Saturday Night Live заједно са глумицом Ејми Шумер, наступајући као музички гост емисије. Ово је био његов први наступ у емисији као соло уметник, након што је наступио са Аријаном Гранде у извођењу "Love Me Harder“. Дана 18. децембра, Тесфаје је представљен на Белијевом синглу "Might Not" са његовог осмог микстера Up For Days.

Дана 14. фебруара 2016, Тесфаје је представљен на седмом студијском албуму Кање Веста The Life of Pablo на нумери „FML". То је означило њихову другу сарадњу, а Вест је претходно написао и био продуцент за Тесфајев сингл "Tell Your Friends" из Beauty Behind the Madness. 1. марта, Тесфаје је представљен на Футуреовом синглу „Low Life" са његовог четвртог студијског албума Evol. 23. априла био је представљен на Бијонсином шестом студијском албуму Lemonade на нумери „6 Inch". Дана 26. августа, Тесфаје је представљен на синглу Кажмир Кета „Wild Love".
У септембру 2016, Тесфаје је најавио да ће његов трећи студијски албум, Starboy, бити објављен 25. новембра, и укључивао је сарадњу са француским дуом електронске музике Дафт Панк. Објавио је насловну нумеру албума, на којој је 21. септембра био Дафт Панк. Песма је дебитовала на 40. месту на Билбоард Хот 100, и достигла врхунац на првом месту, чинећи је трећим Тесфајевим синглом број један. Од марта 2020., песма је 8× платинаста од стране RIAA.
Њихова друга сарадња, "I Feel It Coming", објављена је 24. новембра. Сингл је достигао четврто место на Билборд Хот 100. 1. октобра, Тесфаје се други пут појавио у емисији Saturday Night Live као музички гост заједно са глумицом Марго Роби. Током емисије изводио је  "Starboy" и "False Alarm". 23. новембра је објавио кратки филм M A N I A. У режији Гранта Сингера, садржао је одломке са албума, укључујући исечке из "All I Know", "Sidewalks", "Secrets" и "Die for You" По објављивању, албум је дебитовао на првом месту америчке Билборд 200 са 348.000 јединица, што га чини другим узастопним Тесфајеовим албумом број један. Од јануара 2019. албум је троструко платинасти од стране RIAA. Албум је освојио најбољи урбани савремени албум на 60. додели Греми награда, чиме је Тесфајеова друга победа у категорији.
Дана 15. фебруара 2017, Тесфаје је представљен на Навовом дебитантском синглу „Some Way", који је такође послужио као главни сингл са његовог истоименог микстера. 24. фебруара појавио се на шестом студијском албуму Hndrxx, на песми "Comin Out Strong". Дана 19. априла, Тесфаје се појавио на насловној нумери и другом синглу са петог студијског албума Лане Дел Реј. 15. августа представљен је на песми Френч Монтане „A Lie", трећем синглу са његовог другог студијског албума Jungle Rules. Затим се појавио у музичком споту који је режирао Вирџил Аблох за песму Лил Узи Верта "XO Tour Llif3" заједно са Навом. Касније је био представљен на деби албуму Лил Узи Верта Luv Is Rage 2 нумери "UnFazed" и на једанаестом студијском албуму Гучи Мејна Mr. Davis на нумери "Curve".

### 2018—2020:My Dear Melancholy, и After Hours
Дана 2. фебруара 2018, Тесфаје је допринео саундтреку за Црни пантер за песму „Pray for Me" са Кендриком Ламаром. Песма је послужила као трећи сингл са саундтрека и достигла седмо место на Билборд Хот 100.
Дана 30. марта 2018, Тесфаје је објавио своју дебитантску продужену представу My Dear Melancholy, након што су вести о пројекту  процуреле. ЕП је дебитовао на првом месту америчке листе Билборд 200 са 169.000 јединица, чиме је Тесфајеов трећи узастопни албум број један и најкраћи албум, по броју нумера, на врху листе у последњих осам година. Тесфаје је 6. априла објавио главни сингл са ЕП-а "Call Out My Name",  који је заузео четврто место на Билборд Хот 100.
Тесфаје је 6. јуна 2018. најавио своју нову Apple Music 1 радио емисију Memento Mori. Прва епизода је објављена два дана касније. 21. новембра објавио је свој први албум највећих хитова The Weeknd in Japan.  Дана 11. јануара 2019, Тесфаје је представљен на Гесафелштајновој "Lost in the Fire", другом синглу са његовог другог студијског албума Hyperion. 18. априла објавио је "Power Is Power" са СЗА-ом и Трависом Скотом, главни сингл са соундтрека инспирисаног Игром престола.
Дана 24. новембра 2019, Тесфаје је задиркивао свој сингл "Blinding Lights" кроз рекламу за Мерцедес-Бенз. 27. новембра објавио је "Heartless" као главни сингл са свог четвртог студијског албума. Песма је дебитовала на броју 32 на Билборд Хот 100 и достигла врхунац на првом месту, чинећи је Тесфајеовим четвртим синглом број један. „Blinding Lights“ је објављен два дана након објављивања „Heartless“ 29. новембра. Сингл је дебитовао на броју једанаест на Биллбоард Хот 100 и достигао врхунац на првом месту, чинећи га Тесфајевим петим синглом број један. "Blinding Lights" би затим постала прва песма у историји листе која је задржала место међу првих десет током целе године. Такође је постала најдужа песма на листи Хот 100 свих времена са 90 недеља, завршавајући недељу 11. септембра 2021. године. Билборд је 23. новембра 2021. "Blinding Lights" рангирао као 1. највећи хит 100 најбољих свих времена, надмашивши "The Twist" Чаби Чекера.
Тесфаје је 19. фебруара 2020. открио да ће његов четврти студијски албум бити насловљен After Hours, и да ће бити објављен 20. марта. Такође је објавио насловну нумеру албума као промотивни сингл. 7. марта се по трећи пут појавио као музички гост у емисији Saturday Night Live, заједно са глумцем Данијелом Крејгом. У емисији је извео „Blinding Lights" и дебитовао са нумером  "Scared to Live".
Након објављивања, After Hours је дебитовао на врху Билборд 200, зарадивши 444.000 јединица, чиме је Тесфајеов четврти узастопни албум број један. Постао је најпродаванији Р&Б албум свих времена, надмашивши Тесфајеовог Starboy. У првој недељи објављивања албума, Тесфаје је такође постао први уметник који је истовремено водио на листама Билборд 200, Билборд Хот 100, Билборд Артист 100 и поновио је своје вођство следеће недеље. Делукс верзија After Hours  објављена је 29. марта 2020. и садржала је песме "Nothing Compares", "Missed You" и "Final Lullaby".
Дана 7. августа 2020., Тесфаје је представљен на синглу покојног Џус Ворлда "Smile" са његовог првог постхумног албума Legends Never Die. 28. августа представљен је на синглу Калвина Хариса "Over Now". Тесфаје се 30. октобра појавио на песми Аријане Гранде "Off the Table" са њеног шестог студијског албума Positions. Тесфаје се 5. новембра појавио на ремиксу Малумине песме "Hawái". Ремикс је номинован за најбољу урбану фузију/изведбу на 22. годишњој Латинској додели Греми награда. Касније тог месеца, дебитовао је са три наступа уживо на Веву.
Очекивало се да ће албум добити више номинација, али је био искључен из било каквих номинација за 63. годишњу доделу Греми награда у марту 2021. Тесфаје је критиковао Академију путем друштвених медија, тврдећи да је у питању корупција. Појавиле су се спекулације да је најава његовог тада предстојећег наступа на Super Bowl LV шоу у полувремену, као и неслагање номинације за поп музику у односу на Р&Б допринело презирању.
У јануару 2021, Тесфаје је одговорио рекавши да његове претходне Греми награде за њега више немају никакву вредност. Упркос томе што је Академија најавила елиминацију приватних комитета за номиновање, Тесфаје је рекао да ће напредујући у својој каријери спречити своју издавачку кућу да поднесе његов рад на разматрање за Греми.

### 2021—данас: Super Bowl LV полувреме иDawn FM
Тесфаје је 5. фебруара 2021. објавио свој други албум највећих хитова The Highlights. Албум је дебитовао на другом месту на америчком Билборду 200, што га чини Тесфајеовим компилационим албумом са највишим листама и највећим дебијем прве недеље за албум највећих хитова од албума Блејка Шелтона из 2019, Fully Loaded: God's Country.
Тесфаје је 7. фебруара 2021. био главни у емисији Super Bowl LV у полувремену, поставши први канадски соло уметник који је предводио емисију. Он је наводно потрошио 7 милиона долара свог новца на наступ на Супер Боулу. Рецензије о извођењу су биле различите, вероватно због квалитета микрофона, и звука током наступа уживо. Емисија је резултирала порастом стримовања и преузимања за Тесфајеов албум After Hours, као и за седам других песама које је извео. Емисија у полувремену је зарадила три номинације на 73. Еми наградама: Изванредан специјалитет (уживо), Изванредан дизајн осветљења/режија осветљења за специјалитет и Изузетна техничка режија, камера, контрола видеа за специјал.
У марту 2021, Тесфаје је поново издао свој дебитантски миксејп House of Balloons у његовом аутентичном облику са оригиналним миксевима и семпловима како би прославио десету годишњицу његовог издања. У сарадњи са архитектом Данијелом Аршамом, уз реиздање је такође објављена ограничена серија робе, укључујући кошуље, шешире за камионџије, дуксеве и ексклузивни винил. Шест месеци касније, у августу, Тесфаје је у четвртак поново издао свој други микстејп из 2011. како би прославио десету годишњицу његовог објављивања. Као и House of Balloons, ограничено издање робе је пуштено да прати реиздање, које је дизајнирао уметник г. Јанен. Четири месеца касније, у децембру, Тесфаје је поново издао свој последњи микстејп Echoes of Silence из 2011. како би прославио десету годишњицу његовог објављивања. Након претходна два микстејпа, ограничено издање робе је објављено уз реиздање, које је дизајнирао илустратор Хаџиме Сорајама.
Тесфаје је почео да задиркује нову музику у мају 2021. На питање о новом албуму током интервјуа за Варајети, објаснио је да „ако је последња плоча ноћи After Hours, онда The Dawn (свитање) долази“. Тесфаје је 11. маја извео песму "Save Your Tears" на додели Брит награда. Такође је прихватио своју прву Брит награду за међународног мушког соло уметника, коју му је уручила бивша прва дама Сједињених Држава Мишел Обама. Тесфаје је 24. маја извео песму "Save Your Tears" на додели Билборд музичких награда. Био је номинован за рекордних шеснаест награда, а освојио је десет. Када је примао своје награде, Тесфаје је наставио да задиркује нову музику. 28. маја извео је ремикс песме "Save Your Tears" на додели музичких награда iHeartRadio Music Awards са Аријаном Гранде. Тесфаје се 25. јуна појавио на синглу Дожом Кет "You Right" са њеног трећег студијског албума Planet Her. Дана 22. јула, појавио се на Белијевом синглу "Better Believe" са Јанг Тагом са његовог трећег студијског албума See You Next Wednesday.
Тесфаје је објавио свој пети студијски албум Dawn FM који је добио похвале критике 7. јануара 2022. године. Након објављивања, албум је дебитовао на другом месту Билборд 200 са 148.000 јединица, означавајући Тесфајев осми топ десет улазак и његов други неузастопни албум који је дебитовао на другом месту. Такође је оборио рекорд по броју симултаних пријава за мушког солисту на Билбоард Глобал 200, са двадесет четири песме на листи.

## Утицаји
Тесфаје наводи Мајкла Џексона, Принца и Р. Келија као своје главне музичке инспирације. Он је приписао Џексонову музику као кључну улогу у његовом подстицању да постане певач, позивајући се на текст песме "Dirty Diana" као пример. Такође је рекао да је на његов врхунски вокални стил утицали етиопски певачи, укључујући Астер Авеке. Одрастао је слушајући различите музичке жанрове, укључујући соул, хип хоп, фанк, инди рок и пост-пунк. Тесфаје је рекао: „Увек сам се дивио ери пре него што сам рођен. Можете чути још од мог првог миксејпа да 80-те – Siouxsie and the Banshees, близанци Кокто – играју тако велику улогу у мом звуку."

## Лични живот
Тесфаје је почео да излази са манекенком Белом Хадид почетком 2015. Пар је први пут виђен заједно у априлу на Коачели, а Хадид је неколико месеци касније глумила у његовом музичком споту за „In the Night". Они су дебитовали на црвеном тепиху као пар на додели Греми награда 2016. године. У новембру 2016. пар је раскинуо због сукобљених распореда. Тесфаје је почео да излази са певачицом и глумицом Селеном Гомез у јануару 2017. године. Они су се привремено уселили заједно касније у септембру, али су раскинули месец дана касније. Тесфаје и Хадид помирили су се у мају 2018, и поново се разишли у августу 2019.
На почетку своје каријере, Тесфаје се уздржавао од учешћа у интервјуима, бирајући комуникацију путем Твитера, што је приписивао стидљивости и несигурности. До данас, Тесфаје је и даље упоран у томе да не учествује у интервјуима, већ само пристаје да буде интервјуисан у ретким ситуацијама.
За Тесфајеву фризуру, која је описана као његова најпрепознатљивија особина, посебно 2015. тврди се да је делимично инспирисана бруклинским графити уметником Жан-Мишелом Баскијатом. Почео је да га пушта косу 2011. године и приметио је како ју је лако одржавати „с времена на време тврдим шампоном“. Ошишао се 2016. године, пре објављивања албума.
Упркос томе што је претходно сарађивао са Трамповом компанијом у Торонту, Тесфаје је отказао заказани наступ код Џими Кимела са Белијем у мају 2016. због присуства тадашњег председничког кандидата Доналда Трампа.
Тесфаје је одгајан као етиопски православац. На питање о његовим религиозним уверењима 2020. године, Тесфаје је рекао „Не знам... све је тест, и ако сте религиозни или духовни, морате проћи кроз неке ствари.“

## Контроверзе
У јануару 2015, Тесфаје је ухапшен јер је наводно ударио полицајца у Лас Вегасу након што је уведен у лифт како би се спречила туча. Он се није бунио и осуђен је на 50 сати друштвено корисног рада.
У јануару 2019, Тесфаје је критикован због неких текстова у његовом и Гесафелштајновом синглу „Lost in the Fire“. Стихови друге строфе се критикују да су хомофобични, да фетишизирају бисексуалност и одржавају стереотипе да хомосексуалне особе могу постати хетеросексуалне. Међутим, неки слушаоци су сугерисали да се текстови заправо односе на сексуални положај. Тесфаје се тихо осврнуо на контроверзу у песми „Snowchild" са свог четвртог студијског албума After Hours, са стиховима „Сваког месеца друга оптужба / Једина ствар од које сам фобичан је неуспех“.

## Награде
Тесфаје је освојио три Греми награде, деветнаест Билборд музичких награда, шест америчких музичких награда, две МТВ видео музичке награде и петнаест Јуно награда. Такође је био номинован за Оскара, Латинску Греми награду и Прајмтајм Еми награду.
У октобру 2014. године, Тесфаје је награђен Алан Слеј наградом од стране канадске Стазе славних за „позитиван утицај у области музике, филма, књижевности, визуелне или извођачке уметности, спорта, иновација или филантропије“. Градоначелник Торонта Џон Тори је 2021. године најавио да ће град обележити 7. фебруар као „Викендов дан“ у знак сећања на Тесфајеов наступ на полувремену на Супер Боулу.

## Дискографија
Студијски албуми
- (2013)
- (2015)
- (2016)
- (2020)
- (2022)
- (2025)

## Филмографија
- Идол (2023)